# 짜 조
짜 조(베트남어: chả giò) 또는 냄 란(베트남어: nem rán)은 바인 짱(라이스 페이퍼)에 채소, 버섯, 다진 고기, 해산물 등을 싸서 돌돌 만 다음 튀겨 만드는 베트남 음식이다.

## 이름
베트남어 "짜 (chả)"는 "다지거나 얇게 썰어 구운 고기나 달걀, 또는 해산물"을 일컫는 말이며, "조 (giò)"는 고기풀을 뜻한다.

## 종류
- 냄 꾸어베: 하이퐁의 게살 짜 조

## 만들기
물에 적셔 부드럽게 만든 바인 짱(라이스 페이퍼)에 여러 가지 소를 넣고 만 다음 기름에 튀기거나 지져 만든다. 버섯으로는 목이가 주로 쓰이며, 채소로는 당근, 콜라비, 콩감자 등이 쓰인다. 고기로는 주로 다진 돼지고기가 쓰이며, 새우, 오징어, 생선 등 해산물이나 두부 등을 넣기도 한다. 

## 같이 보기
- 고이 꾸온
- 춘권
- 튀김만두